# Landsberied
Landsberied è un comune tedesco di 1 429 abitanti, situato nel land della Baviera.